# Algímia d’Alfara
Algímia d'Alfara (spanisch Algimia de Alfara) ist eine Gemeinde (municipio) mit 1.104 Einwohnern (Stand: 2024) in der spanischen Provinz Valencia. Sie befindet sich in der Comarca Camp de Morvedre. 

## Geografie
Algímia d'Alfara liegt etwa 30 Kilometer nördlich von Valencia in einer Höhe von ca. 175 m nahe der Mittelmeerküste. Durch die Gemeinde führt die Autovía A-23. 

## Bevölkerungsentwicklung
| Jahr      | 1920 | 1950 | 1970 | 1981 | 1991 | 2001 | 2011 | 2021 |
| Einwohner | 941  | 942  | 898  | 910  | 867  | 870  | 1049 | 1079 |

## Sehenswürdigkeiten
- Vinzenzkirche (Iglesia de San Vicent Ferrer)
- Marienkapelle

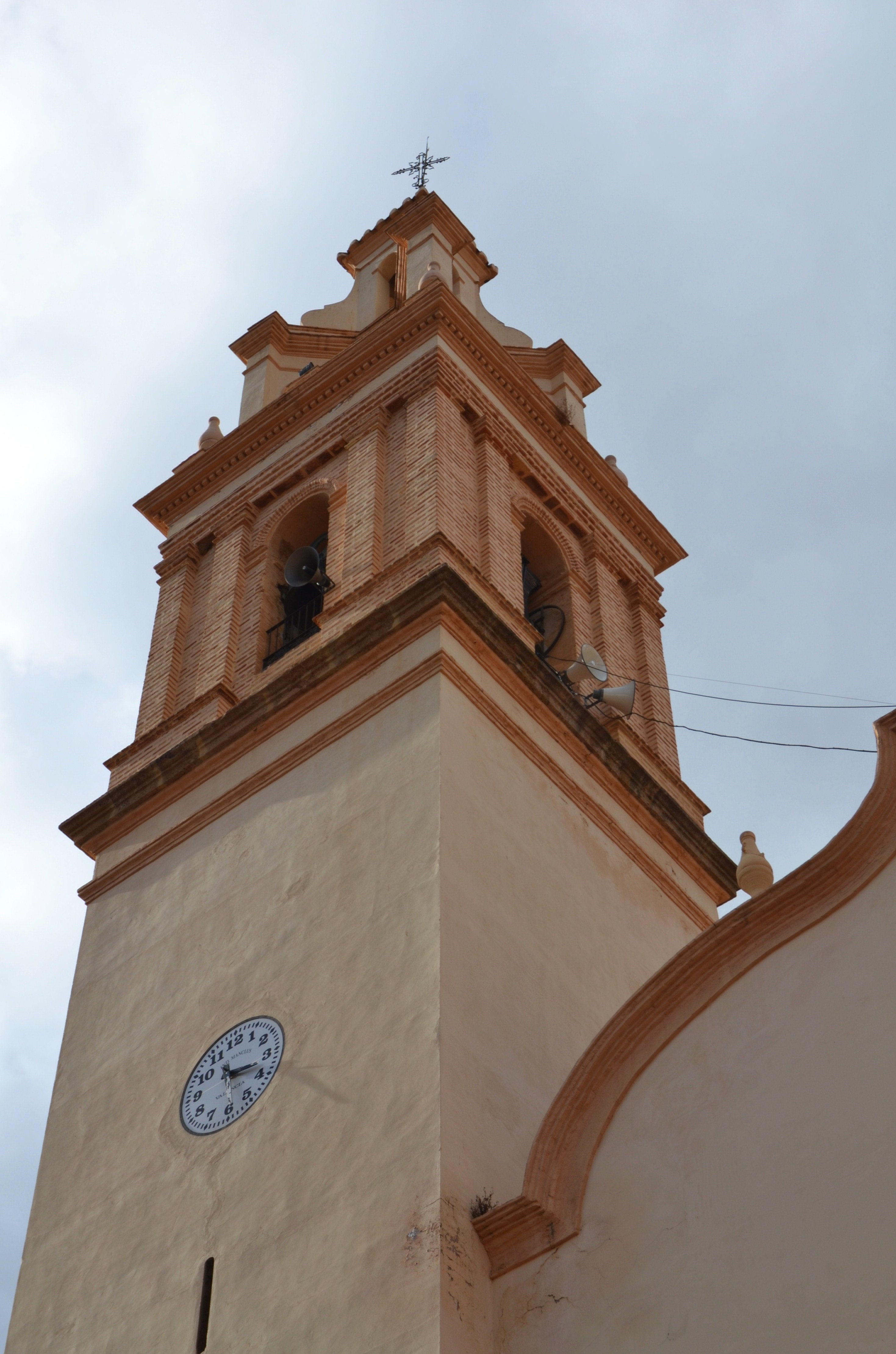
Vinzenzkirche
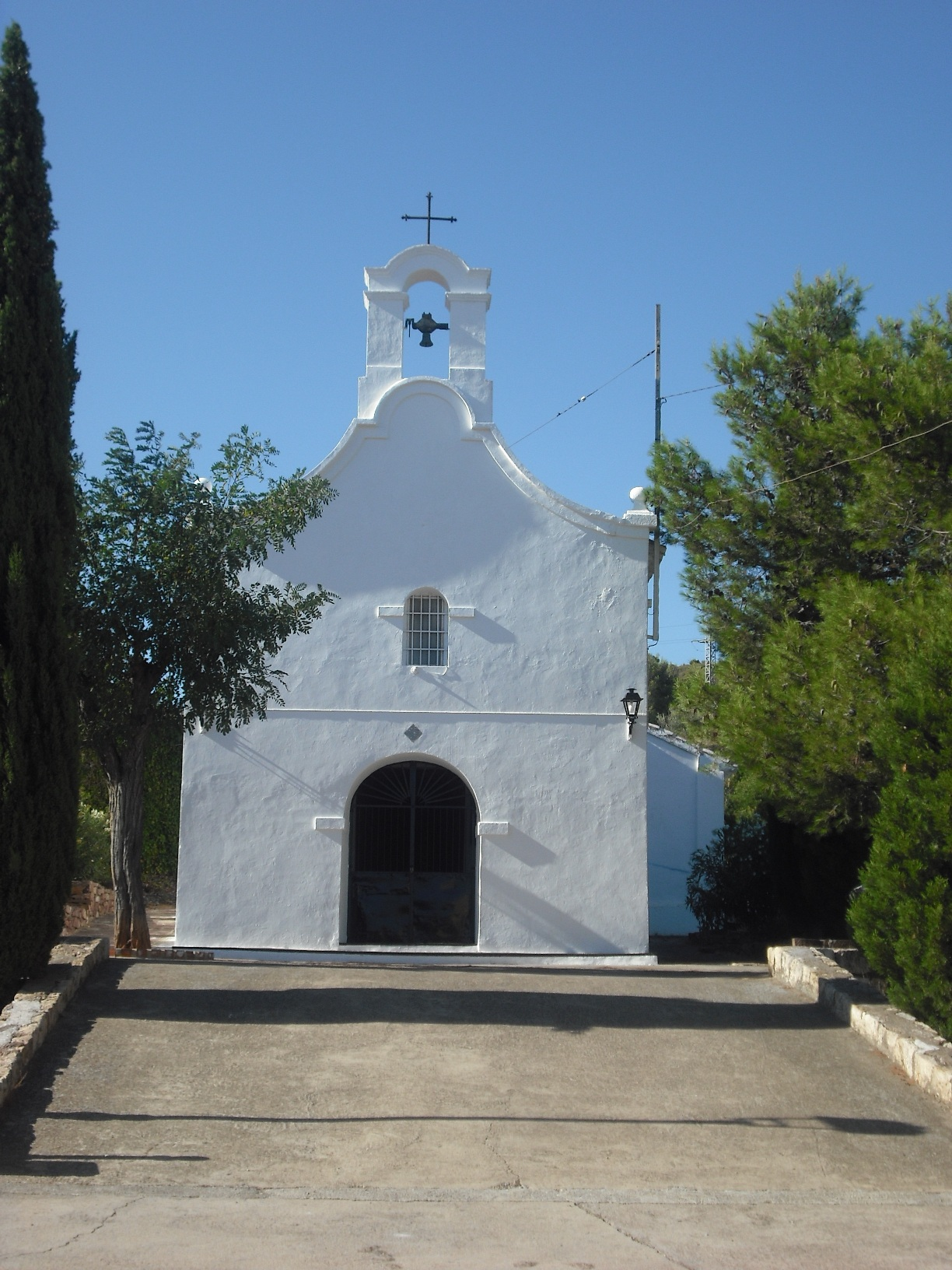
Marienkapelle